# Serie Nacional de Béisbol 1992-1993
La Serie Nacional de Béisbol 1992-93 fue la edición 32 del torneo amateur de primera división de esta disciplina en Cuba, comenzó el día 24 de octubre de 1992. Al final de la etapa regular con la participación de 16 equipos divididos en 4 grupos, clasificaron un equipos por cada grupo jugaron una serie de play off de 7 a ganar 4 el primero del grupo A contra el primero del grupo B y el primero del grupo C contra el primero del grupo D, los ganadores en una serie final definieron al campeón de 7 a ganar 4. Villa Clara después de diez años consigue su segunda Serie Nacional de Béisbol.

## Equipos participantes
- Metropolitanos
- Industriales
- Habana
- Cienfuegos
- Sancti Spiritus
- Camagüey
- Ciego de Ávila
- Granma
- Guantánamo
- Holguin
- Santiago de Cuba
- Las Tunas
- Isla de la Juventud
- Pinar del Río
- Matanzas

### Villa Clara
- Ángel López
- Julio Inufio
- Osmany García
- Eduardo Paret
- Jorge L. Toca
- Jorge Díaz
- Rafael O.Acebey
- Víctor Mesa
- Eddy Rojas
- Oscar Machado
- Amado Zamora
- Eugenio Quiñones
- José R. Riscart
- Rolando Arrojo
- Reinaldo Santana
- Jorge Pérez
- Idonis Martínez
- René Arteaga
- Alberto Abreu
- Eliécer Montes de Oca
- Ariel Pestano
- Ortelio Rodríguez
- Alfredo Aville
- Euclides Hernández
- Livan Barcelo
- Ruben Santos
- Alain Hernández
- Felix Borges
- Vladimir Hernández
- Jesús Manso
- Yoire Castillo

## Fase clasificatoria
| Equipo              | JJ | JG | JP | AVE | Dif |
| ------------------- | -- | -- | -- | --- | --- |
| Pinar del Río       | 65 | 47 | 18 | 723 | –   |
| Industriales        | 65 | 45 | 20 | 692 | 2   |
| Villa Clara         | 65 | 42 | 23 | 646 | 5   |
| Santiago de Cuba    | 65 | 41 | 24 | 631 | 6   |
| Granma              | 65 | 39 | 26 | 600 | 2   |
| Holguin             | 65 | 39 | 26 | 600 | 2   |
| Matanzas            | 65 | 35 | 30 | 538 | 12  |
| Camagüey            | 65 | 33 | 32 | 508 | 9   |
| Metropolitanos      | 65 | 32 | 33 | 492 | 15  |
| Habana              | 65 | 31 | 34 | 477 | 14  |
| Las Tunas           | 65 | 28 | 37 | 431 | 14  |
| Sancti Spiritus     | 65 | 26 | 39 | 400 | 19  |
| Cienfuegos          | 65 | 25 | 40 | 385 | 20  |
| Guantánamo          | 65 | 21 | 44 | 323 | 20  |
| Ciego de Ávila      | 65 | 20 | 45 | 308 | 22  |
| Isla de la Juventud | 65 | 16 | 49 | 246 | 31  |

- Leyenda: JJ (Juegos jugados), JG (juegos ganados), JP (Juegos perdidos), AVE (Promedio de juegos ganados) AVE = JG / JJ, Dif (diferencia con la primera posición).

### Play Off
|  | Semifinal        | Semifinal |              |             | Serie Final | Serie Final |  |
|  |                  |           |              |             |             |             |  |
|  |                  |           |              |             |             |             |  |
|  | Santiago de Cuba | 1         |              |             |             |             |  |
|  | Santiago de Cuba | 1         |              |             |             |             |  |
|  | Villa Clara      | 4         |              |             |             |             |  |
|  | Villa Clara      | 4         |              | Villa Clara | 4           |             |  |
|  |                  |           |              | Villa Clara | 4           |             |  |
|  |                  |           | Pinar de Río | 2           |             |             |  |
|  | Pinar de Río     | 4         | Pinar de Río | 2           |             |             |  |
|  | Pinar de Río     | 4         |              |             |             |             |  |
|  | Industriales     | 0         |              |             |             |             |  |
|  | Industriales     | 0         |              |             |             |             |  |
|  |                  |           |              |             |             |             |  |

## Premios y distinciones
- Mentor ganador - Pedro Jova (Villa Clara)
- Campeón de bateo - Omar Linares (Pinar del Río) 446 AVE
- Carreras Anotadas - Omar Linares (Pinar del Río) 63 C
- Dobles Conectados - Jorge Salfran (Metropolitanos) 20 2B
- Jonrones Conectados - Lazaro Junco (Matanzas) 27 HR
- Promedio de Carreras Limpias - Jorge Pérez (Villa Clara) 1.74 PCL